# Kloster Sankt Hakob von Akori
Koordinaten: 39° 43′ 12,4″ N, 44° 22′ 42,6″ O
Das Kloster Sankt Hakob von Akori (armenisch Ակոռիի Սուրբ Հակոբ վանք, Akori Surb Hakob Vank) war ein mittelalterliches armenisches Kloster im südöstlichen Teil der Provinz Iğdır in der heutigen Türkei, das sich 4,7 km südwestlich von Akori (heute Yenidoğan) befand, einem Dorf am Nordosthang des Bergs Ararat.

## Architektur
Das Kloster von Sankt Hakob war ein kreuzförmiges Gebäude aus schwarzem Gestein mit einer zentralen Kuppel, was typisch für die armenisch-apostolischen Kirchen der damaligen Zeit war. Das Kloster hatte an den Wänden eingravierte eucharistische Inschriften, die auf das 13. und 14. Jahrhundert datiert werden.

## Geschichte
Das Sankt-Hakob-Kloster wurde nach der Legende im Jahr 341 von Jakob von Nisibis gegründet, dem zweiten Bischof von Nisibis, der im 3. und 4. Jahrhundert n. Chr. lebte. Es wurde am nordöstlichen Hang des Bergs Ararat im damaligen Kanton Masyatsotn der Großprovinz Ayrarat im Königreich Armenien aufgebaut; der größere Berg wird im Armenischen als Masis (armenisch Մասիս) bezeichnet. Einige frühe Quellen besagen, dass Sankt Jakob der Name des Klosters war, während dort nebenan auch eine Kapelle war; andere Quellen wiederum bezeichnen beide als die gleiche Stätte. Das Kloster soll Relikte aus Holz von der Biblischen Arche Noah besessen haben. Ein starkes Erdbeben fand am Berg Ararat am 2. Juli 1840 statt, welches das Kloster Sankt Hakob, Arakelots Vank im benachbarten Dorf Akori sowie das Dorf selbst zerstörte.

## Folklore
In frühchristlicher Zeit vermuteten die Armenier laut dem Historiker Faustus von Byzanz als Landeplatz der biblischen Arche Noah den Berg „Ararat“ – lokalisiert mit dem Cudi Dağı – in der antiken Provinz Gordiene (Corduene, armenisch Korduk). Gemäß einer um das 12. Jahrhundert aufgekommenen Legende wurde fortan der armenische, heute Ararat genannte und in der Türkei gelegene Berg Masis mit dem biblischen „Ararat“ identifiziert. Seither kursiert in Armenien die Legende, Noah sei auf dem Ararat gelandet und habe, als das Wasser abgeflossen war, an seinen Hängen die ersten Weinreben gepflanzt. In dieser Zeit wurde eine Quelle am Ararat nach dem heiligen Hakob benannt und eine Kirche in seinem Namen errichtet. Hakob hatte mehrfach vergeblich den Berg auf der Suche nach der Arche erklommen. Die seit dem 5. Jahrhundert bekannte Geschichte Hakobs wurde vom alten Landeplatz der Arche in Korduk an den hiesigen Berg übertragen. Im 12. oder 13. Jahrhundert verfestigte sich die Etymologie, wonach das Wort Akori von ark uri, „Ich habe einen Weingarten gepflanzt“, abstamme.